# Чинкуефронді
Чинкуефронді (італ. Cinquefrondi, сиц. Cincufrundi) — муніципалітет в Італії, у регіоні Калабрія,  метрополійне місто Реджо-Калабрія‎.
Чинкуефронді розташоване на відстані близько 500 км на південний схід від Рима, 70 км на південний захід від Катандзаро, 55 км на північний схід від Реджо-Калабрії.
Населення — 6554 особи (2014).
Щорічний фестиваль відбувається другої неділі травня. Покровитель — святий Архангел Михаїл.

## Демографія
Населення за роками:

Станом на 1 січня 2023 року в муніципалітеті офіційно проживало 158 іноземців з 22 країн, серед них 100 громадян країн Євросоюзу та 3 громадяни України.

## Сусідні муніципалітети
- Аноя
- Джиффоне
- Маммола
- Полістена
- Сан-Джорджо-Морджето